# Saint-Cyr-de-Favières

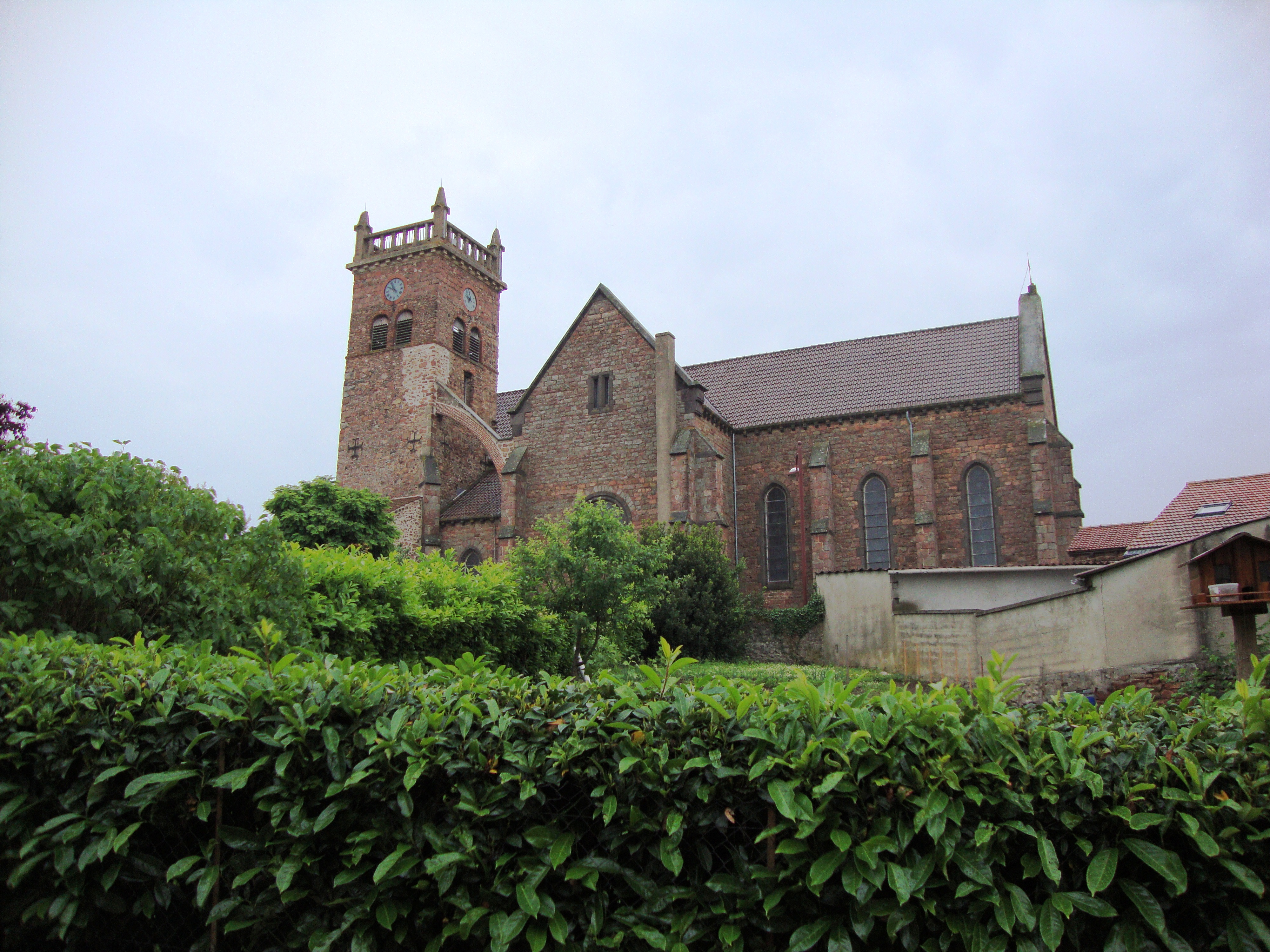
Kościół w Saint-Cyr-de-Favières, 2010

Saint-Cyr-de-Favières – miejscowość i gmina we Francji, w regionie Owernia-Rodan-Alpy, w departamencie Loara.
Według danych na rok 1990 gminę zamieszkiwało 710 osób, a gęstość zaludnienia wynosiła 50 osób/km² (wśród 2880 gmin regionu Rodan-Alpy Saint-Cyr-de-Favières plasuje się na 973. miejscu pod względem liczby ludności, natomiast pod względem powierzchni na miejscu 826.).